# 서울극장
서울극장(-劇場, The Seoul Cinema)은 대한민국의 영화관으로, 서울특별시 종로구에 위치했다.
서울극장은 종로와 충무로 일대 영화의 역사를 대변해주는 곳으로 그 가치를 인정받아, 2013년 서울미래유산으로 등재됐다.

## 역사
현재의 서울극장이 있던 자리에는 1964년부터 세기극장이 있었으나, 1978년에 합동영화주식회사가 인수하고, 1979년에 지금의 이름으로 개관했다.
그러나 2010년대 후반부터 한국 내 OTT 서비스 확대로 인한 전국적인 극장 관람수 하락세와, 더불어 2020년대 초반 범유행전염병 코로나바이러스감염증-19 한국 내 확산으로 인한 수익 감소로, 2021년 8월 31일 마지막 상영을 끝으로 42년 만에 영업을 종료하였다.